# Bartoniano
| Periodo                                                                                     | Epoca               | Piano          | Età (Ma)    |
| ------------------------------------------------------------------------------------------- | ------------------- | -------------- | ----------- |
| Neogene                                                                                     | Miocene             | Aquitaniano    | Più recente |
| Paleogene                                                                                   | Oligocene           | Chattiano      | 27,30       |
| Paleogene                                                                                   | Oligocene           | Rupeliano      | 33,9        |
| Paleogene                                                                                   | Eocene              | Priaboniano    | 37,71       |
| Paleogene                                                                                   | Eocene              | Bartoniano     | 41,03       |
| Paleogene                                                                                   | Eocene              | Luteziano      | 48,07       |
| Paleogene                                                                                   | Eocene              | Ypresiano      | 56,00       |
| Paleogene                                                                                   | Paleocene           | Thanetiano     | 59,24       |
| Paleogene                                                                                   | Paleocene           | Selandiano     | 61,66       |
| Paleogene                                                                                   | Paleocene           | Daniano        | 66,00       |
| Cretacico                                                                                   | Cretacico superiore | Maastrichtiano | Più antico  |
| Suddivisione del Paleogene secondo la Commissione internazionale di stratigrafia dell'IUGS. |                     |                |             |

Nella scala dei tempi geologici, il Bartoniano (in passato detto Auversiano o Biarritziano) è il terzo dei quattro piani in cui è suddiviso l'Eocene.
Copre il periodo di tempo compreso fra i 40,03 milioni di anni fa (Ma) ed i 37,71 Ma.
È preceduto dal Luteziano e seguito dal Priaboniano.

## Etimologia
Il piano stratigrafico Bartoniano fu introdotto nella letteratura scientifica nel 1857 dallo studioso svizzero di stratigrafia Karl Mayer-Eymar.
Il piano prende il nome dalla località costiera inglese di Barton on Sea, un sobborgo di New Milton nell'Hampshire, dove affiorano i cosiddetti Barton Beds.

Il piano regionale Auversiano, in Francia, è coevo con il Bartoniano e pertanto non più usato.

## Definizioni e GSSP
La base del Bartoniano è fissata alla comparsa del nanoplancton calcareo della specie Reticulofenestra reticulata.
Il limite superiore del Bartoniano, nonché base del successivo Priaboniano, è dato dalla comparsa del nanoplancton calcareo della specie Chiasmolithus oamaruensis, che forma anche la base della biozona nanoplanctonica NP18.
La IUGS non ha ancora definito il profilo stratigrafico di riferimento, il GSSP.